# Okręg wyborczy nr 28 do Sejmu Rzeczypospolitej Polskiej (1993–2001)
Okręg wyborczy nr 28 do Sejmu Rzeczypospolitej Polskiej (1993–2001) obejmował województwo nowosądeckie. W ówczesnym kształcie został utworzony w 1993. Wybieranych było w nim 7 posłów w systemie proporcjonalnym.
Siedzibą okręgowej komisji wyborczej był Nowy Sącz.

## Wyniki wyborów
| Podział 7 mandatów: SLD: 1 PSL: 2 UD: 1 KPN: 1 BBWR: 2 |

| Podział 7 mandatów: SLD: 1 UW: 1 AWS: 5 |

## Reprezentanci okręgu
| Sejm | Rok  | Poseł KW                                  | Poseł KW                                  | Poseł KW                                  | Poseł KW                                  | Poseł KW                                  | Poseł KW                                  | Poseł KW                                  | Poseł KW                                  | Poseł KW                                  | Poseł KW                                  | Poseł KW                                  | Poseł KW                                  | Poseł KW                                  | Poseł KW                                  |
| ---- | ---- | ----------------------------------------- | ----------------------------------------- | ----------------------------------------- | ----------------------------------------- | ----------------------------------------- | ----------------------------------------- | ----------------------------------------- | ----------------------------------------- | ----------------------------------------- | ----------------------------------------- | ----------------------------------------- | ----------------------------------------- | ----------------------------------------- | ----------------------------------------- |
| II   | 1993 |                                           | S. Pasoń PSL                              |                                           | G. Kotowicz PSL                           |                                           | A. Gąsienica-Makowski BBWR                |                                           | J. Gwiżdż BBWR                            |                                           | Z. Milewski UD                            |                                           | K. Sas SLD                                |                                           | T. Gąsienica-Łuszczek KPN                 |
| III  | 1997 |                                           | A. Szkaradek AWS                          |                                           | Z. Berdychowski AWS                       |                                           | K. Dzielski AWS                           |                                           | F. Adamczyk AWS                           |                                           | M. Cycoń UW                               |                                           | K. Sas SLD                                | Z. Krasicka-Domka AWS                     |                                           |
| IV   | 2001 | okręg zniesiony – patrz okręgi nr 12 i 14 | okręg zniesiony – patrz okręgi nr 12 i 14 | okręg zniesiony – patrz okręgi nr 12 i 14 | okręg zniesiony – patrz okręgi nr 12 i 14 | okręg zniesiony – patrz okręgi nr 12 i 14 | okręg zniesiony – patrz okręgi nr 12 i 14 | okręg zniesiony – patrz okręgi nr 12 i 14 | okręg zniesiony – patrz okręgi nr 12 i 14 | okręg zniesiony – patrz okręgi nr 12 i 14 | okręg zniesiony – patrz okręgi nr 12 i 14 | okręg zniesiony – patrz okręgi nr 12 i 14 | okręg zniesiony – patrz okręgi nr 12 i 14 | okręg zniesiony – patrz okręgi nr 12 i 14 | okręg zniesiony – patrz okręgi nr 12 i 14 |

### Wybory parlamentarne 1993
| Komitet wyborczy                                      | Komitet wyborczy                                     | Głosów | %     | Mandaty | Wybrani posłowie                         |
| ----------------------------------------------------- | ---------------------------------------------------- | ------ | ----- | ------- | ---------------------------------------- |
|                                                       | Polskie Stronnictwo Ludowe                           | 45 306 | 18,23 | 2       | Stanisław Pasoń, Grażyna Kotowicz        |
|                                                       | Katolicki Komitet Wyborczy „Ojczyzna”                | 40 597 | 16,33 | –       |                                          |
|                                                       | Bezpartyjny Blok Wspierania Reform                   | 32 408 | 13,04 | 2       | Andrzej Gąsienica-Makowski, Jerzy Gwiżdż |
|                                                       | Unia Demokratyczna                                   | 23 540 | 9,47  | 1       | Zdobysław Milewski                       |
|                                                       | Sojusz Lewicy Demokratycznej                         | 22 326 | 8,98  | 1       | Kazimierz Sas                            |
|                                                       | Niezależny Samorządny Związek Zawodowy „Solidarność” | 17 073 | 6,87  | –       |                                          |
|                                                       | Konfederacja Polski Niepodległej                     | 15 877 | 6,39  | 1       | Tadeusz Gąsienica-Łuszczek               |
|                                                       | Porozumienie Centrum                                 | 12 896 | 5,19  | –       |                                          |
|                                                       | Koalicja dla Rzeczypospolitej                        | 8275   | 3,33  | –       |                                          |
|                                                       | Kongres Liberalno-Demokratyczny                      | 8027   | 3,23  | –       |                                          |
|                                                       | Unia Pracy                                           | 6700   | 2,70  | –       |                                          |
|                                                       | Polskie Stronnictwo Ludowe – Porozumienie Ludowe     | 6409   | 2,58  | –       |                                          |
|                                                       | Unia Polityki Realnej                                | 5168   | 2,08  | –       |                                          |
|                                                       | Partia X                                             | 3971   | 1,60  | –       |                                          |
| Frekwencja: 53,39% Źródło: Państwowa Komisja Wyborcza |                                                      |        |       |         |                                          |

Poniższa tabela przedstawia podział mandatów dla komitetów wyborczych na podstawie uzyskanych głosów, a następnie obliczonych ilorazów wyborczych na podstawie metody D’Hondta.
| Podział mandatów dla komitetów wyborczych na podstawie metody D’Hondta | Podział mandatów dla komitetów wyborczych na podstawie metody D’Hondta | Podział mandatów dla komitetów wyborczych na podstawie metody D’Hondta | Podział mandatów dla komitetów wyborczych na podstawie metody D’Hondta | Podział mandatów dla komitetów wyborczych na podstawie metody D’Hondta | Podział mandatów dla komitetów wyborczych na podstawie metody D’Hondta | Podział mandatów dla komitetów wyborczych na podstawie metody D’Hondta | Podział mandatów dla komitetów wyborczych na podstawie metody D’Hondta | Podział mandatów dla komitetów wyborczych na podstawie metody D’Hondta | Podział mandatów dla komitetów wyborczych na podstawie metody D’Hondta |
| Komitet wyborczy                                                       | Komitet wyborczy                                                       | Liczba głosów                                                          | Iloraz wyborczy                                                        | Iloraz wyborczy                                                        | Iloraz wyborczy                                                        | Iloraz wyborczy                                                        | Iloraz wyborczy                                                        | Mandaty                                                                | TP                                                                     |
| Komitet wyborczy                                                       | Komitet wyborczy                                                       | Liczba głosów                                                          | /1                                                                     | /2                                                                     | /3                                                                     | ...                                                                    | /7                                                                     | Mandaty                                                                | TP                                                                     |
| ---------------------------------------------------------------------- | ---------------------------------------------------------------------- | ---------------------------------------------------------------------- | ---------------------------------------------------------------------- | ---------------------------------------------------------------------- | ---------------------------------------------------------------------- | ---------------------------------------------------------------------- | ---------------------------------------------------------------------- | ---------------------------------------------------------------------- | ---------------------------------------------------------------------- |
|                                                                        | Polskie Stronnictwo Ludowe                                             | 45 306                                                                 | 45 306                                                                 | 22 653                                                                 | 15 102                                                                 | ...                                                                    | 6472                                                                   | 2                                                                      | 2,17                                                                   |
|                                                                        | Bezpartyjny Blok Wspierania Reform                                     | 32 408                                                                 | 32 408                                                                 | 16 204                                                                 | 10 803                                                                 | ...                                                                    | 4630                                                                   | 2                                                                      | 1,55                                                                   |
|                                                                        | Unia Demokratyczna                                                     | 23 540                                                                 | 23 540                                                                 | 11 770                                                                 | 7847                                                                   | ...                                                                    | 3363                                                                   | 1                                                                      | 1,13                                                                   |
|                                                                        | Sojusz Lewicy Demokratycznej                                           | 22 326                                                                 | 22 326                                                                 | 11 163                                                                 | 7442                                                                   | ...                                                                    | 3189                                                                   | 1                                                                      | 1,07                                                                   |
|                                                                        | Konfederacja Polski Niepodległej                                       | 15 877                                                                 | 15 877                                                                 | 7939                                                                   | 5292                                                                   | ...                                                                    | 2268                                                                   | 1                                                                      | 0,76                                                                   |
|                                                                        | Unia Pracy                                                             | 6700                                                                   | 6700                                                                   | 3350                                                                   | 2233                                                                   | ...                                                                    | 957                                                                    | 0                                                                      | 0,32                                                                   |
| Ogółem                                                                 | Ogółem                                                                 | 146 157                                                                | —                                                                      | —                                                                      | —                                                                      | —                                                                      | —                                                                      | 7                                                                      | 7                                                                      |

### Wybory parlamentarne 1997
| Komitet wyborczy                                      | Komitet wyborczy                          | Głosów  | %     | Mandaty | Wybrani posłowie                                                                                       |
| ----------------------------------------------------- | ----------------------------------------- | ------- | ----- | ------- | --- |
|                                                       | Akcja Wyborcza Solidarność                | 157 890 | 56,03 | 5       | Andrzej Szkaradek, Zygmunt Berdychowski, Kazimierz Dzielski, Franciszek Adamczyk, Zofia Krasicka-Domka |
|                                                       | Sojusz Lewicy Demokratycznej              | 29 613  | 10,51 | 1       | Kazimierz Sas                                                                                          |
|                                                       | Unia Wolności                             | 27 919  | 9,91  | 1       | Marian Cycoń                                                                                           |
|                                                       | Polskie Stronnictwo Ludowe                | 20 216  | 7,17  | –       | |
|                                                       | Blok dla Polski                           | 17 526  | 6,22  | –       | |
|                                                       | Ruch Odbudowy Polski                      | 9803    | 3,48  | –       | |
|                                                       | Unia Pracy                                | 6294    | 2,23  | –       | |
|                                                       | Krajowa Partia Emerytów i Rencistów       | 5087    | 1,81  | –       | |
|                                                       | Unia Prawicy Rzeczypospolitej             | 4133    | 1,47  | –       | |
|                                                       | Krajowe Porozumienie Emerytów i Rencistów | 3329    | 1,18  | –       | |
| Frekwencja: 56,57% Źródło: Państwowa Komisja Wyborcza |                                           |         |       |         | |

Poniższa tabela przedstawia podział mandatów dla komitetów wyborczych na podstawie uzyskanych głosów, a następnie obliczonych ilorazów wyborczych na podstawie metody D’Hondta.
| Podział mandatów dla komitetów wyborczych na podstawie metody D’Hondta | Podział mandatów dla komitetów wyborczych na podstawie metody D’Hondta | Podział mandatów dla komitetów wyborczych na podstawie metody D’Hondta | Podział mandatów dla komitetów wyborczych na podstawie metody D’Hondta | Podział mandatów dla komitetów wyborczych na podstawie metody D’Hondta | Podział mandatów dla komitetów wyborczych na podstawie metody D’Hondta | Podział mandatów dla komitetów wyborczych na podstawie metody D’Hondta | Podział mandatów dla komitetów wyborczych na podstawie metody D’Hondta | Podział mandatów dla komitetów wyborczych na podstawie metody D’Hondta | Podział mandatów dla komitetów wyborczych na podstawie metody D’Hondta | Podział mandatów dla komitetów wyborczych na podstawie metody D’Hondta | Podział mandatów dla komitetów wyborczych na podstawie metody D’Hondta |
| Komitet wyborczy                                                       | Komitet wyborczy                                                       | Liczba głosów                                                          | Iloraz wyborczy                                                        | Iloraz wyborczy                                                        | Iloraz wyborczy                                                        | Iloraz wyborczy                                                        | Iloraz wyborczy                                                        | Iloraz wyborczy                                                        | Iloraz wyborczy                                                        | Mandaty                                                                | TP                                                                     |
| Komitet wyborczy                                                       | Komitet wyborczy                                                       | Liczba głosów                                                          | /1                                                                     | /2                                                                     | /3                                                                     | /4                                                                     | /5                                                                     | /6                                                                     | /7                                                                     | Mandaty                                                                | TP                                                                     |
| ---------------------------------------------------------------------- | ---------------------------------------------------------------------- | ---------------------------------------------------------------------- | ---------------------------------------------------------------------- | ---------------------------------------------------------------------- | ---------------------------------------------------------------------- | ---------------------------------------------------------------------- | ---------------------------------------------------------------------- | ---------------------------------------------------------------------- | ---------------------------------------------------------------------- | ---------------------------------------------------------------------- | ---------------------------------------------------------------------- |
|                                                                        | Akcja Wyborcza Solidarność                                             | 157 890                                                                | 157 890                                                                | 78 945                                                                 | 52 630                                                                 | 39 473                                                                 | 31 578                                                                 | 26 315                                                                 | 22 556                                                                 | 5                                                                      | 4,50                                                                   |
|                                                                        | Sojusz Lewicy Demokratycznej                                           | 29 613                                                                 | 29 613                                                                 | 14 807                                                                 | 9871                                                                   | 7403                                                                   | 5923                                                                   | 4936                                                                   | 4230                                                                   | 1                                                                      | 0,84                                                                   |
|                                                                        | Unia Wolności                                                          | 27 919                                                                 | 27 919                                                                 | 13 960                                                                 | 9306                                                                   | 6980                                                                   | 5584                                                                   | 4653                                                                   | 3988                                                                   | 1                                                                      | 0,80                                                                   |
|                                                                        | Polskie Stronnictwo Ludowe                                             | 20 216                                                                 | 20 216                                                                 | 10 108                                                                 | 6739                                                                   | 5054                                                                   | 4043                                                                   | 3369                                                                   | 2888                                                                   | 0                                                                      | 0,58                                                                   |
|                                                                        | Ruch Odbudowy Polski                                                   | 9803                                                                   | 9803                                                                   | 4902                                                                   | 3268                                                                   | 2451                                                                   | 1961                                                                   | 1634                                                                   | 1400                                                                   | 0                                                                      | 0,28                                                                   |
| Ogółem                                                                 | Ogółem                                                                 | 245 441                                                                | —                                                                      | —                                                                      | —                                                                      | —                                                                      | —                                                                      | —                                                                      | —                                                                      | 7                                                                      | 7                                                                      |